# واوکلوس، شهرستان پلیسنتس، ویرجینیا غربی
واوکلوس، شهرستان پلیسنتس، ویرجینیا غربی (به انگلیسی: Vaucluse, Pleasants County, West Virginia) یک منطقهٔ مسکونی در ایالات متحده آمریکا است که در شهرستان پلزنتز، ویرجینیای غربی واقع شده‌است.

## خصوصیات
واوکلوس ۱۹۳٫۸۶ متر بالاتر از سطح دریا واقع شده‌است.